# Parlamentsvalet i Indien 2024
Parlamentsvalet i Indien 2024 pågick mellan den 19 april och den 1 juni 2024 för att utse Indiens fjortonde Lok Sabha, landets direktvalda underhus. Rösträkningsresultatet tillkännagavs den 4 juni 2024. Valet var det största valet i världshistorien och pågick i 44 dagar, vilket gör det till det näst längsta valet någonsin efter parlamentsvalet i Indien 1951-1952. Över 968 miljoner människor var röstberättigade, vilket motsvarade cirka 70% av Indiens befolkning 2024 på 1.4 miljarder.
Även om Modis NDA verkade vara på väg att vinna med god marginal efter en stark prestation i vallokalsundersökningar och att tidiga resultat visade att de säkrade 293 av 543 platser i Lok Sabha, förlorade BJP sin majoritet efter att oppositionen presterade bättre än väntat.
Indien har ett flerpartisystem där två stora partier, det hindunationalistiska Bharatiya Janata Party (BJP) och Indiska nationalkongressen (INC), dominerar politiken på nationell nivå. Dessa partier har gått samman i två stora valallianser, National Democratic Alliance och INDIA (Indian National Developmental Inclusive Alliance), vilka utgör breda allianser främst bestående av högerpartier respektive vänsterpartier.
Bharatiya Janata Party har styrt landet med Narendra Modi som partiledare och premiärminister sedan 2014. Mandatperioden för den 17:e Lok Sabha planeras att avslutas den 16 juni 2024. Det tidigare allmänna valet hölls april–maj 2019, varefter valalliansen National Democratic Alliance (NDA) ledd av Bharatiya Janata-partiet bildade regering och Modi fortsatte som premiärminister. Inför valet förväntades Narenda Modi med relativt hög säkerhet för andra gången bli återvald som premiärminister.

## Källförteckning
1. ↑  Mashal, Mujib (16 mars 2024). ”India’s 2024 General Election: What to Know” (på amerikansk engelska). The New York Times. ISSN 0362-4331. https://www.nytimes.com/2024/03/16/world/asia/india-2024-election.html. Läst 1 juni 2024.
2. ↑  Rhea Mogul (16 mars 2024). ”Date set for largest democratic election in human history” (på engelska). CNN. https://www.cnn.com/2024/03/16/india/india-election-date-intl/index.html. Läst 1 juni 2024.
3. 1 2  ”With 968 million voters and 545 seats: The world’s largest democratic exercise begins in India” (på engelska). The Irish Times. https://www.irishtimes.com/world/asia-pacific/2024/04/18/india-elections-first-rounds-of-polling-to-begin-with-narendra-modi-expected-to-hold-on-to-power/. Läst 1 juni 2024.
4. ↑  Aggarwai, Mithil; Frayer, Janis Mackey (4 juni 2024). ”India hands PM Modi a surprise setback, with his majority in doubt in the world's largest election”. NBC News. Arkiverad från originalet den 4 juni 2024. https://web.archive.org/web/20240604151033/https://www.nbcnews.com/news/world/india-election-results-narendra-modi-rcna154839. Läst 4 juni 2024.
5. ↑  Poharel, Krishna; Lahiri, Tripti (3 juni 2024). ”India's Narendra Modi Struggles to Hold On to Majority, Early Election Results Show”. Wall Street Journal. Arkiverad från originalet den 4 juni 2024. https://web.archive.org/web/20240604115138/https://www.wsj.com/world/india/india-election-2024-nanendra-modi-6179abad. Läst 4 juni 2024.
6. ↑  AJLabs. ”Follow the vote: India election live results 2024” (på engelska). Al Jazeera. https://www.aljazeera.com/news/2024/6/4/india-election-live-results-by-the-numbers. Läst 4 juni 2024.
7. ↑  ”Terms of the Houses” (på Indian English). Election Commission of India. Arkiverad från originalet den 28 mars 2022. https://web.archive.org/web/20220328103956/https://eci.gov.in/elections/term-of-houses/. Läst 13 februari 2022.
8. ↑  ”Narendra Modi sworn in as Prime Minister for second time” (på engelska). Tribuneindia News Service. 30 maj 2019. Arkiverad från originalet den 7 mars 2022. https://web.archive.org/web/20220307123149/https://www.tribuneindia.com/news/archive/nation/narendra-modi-sworn-in-as-prime-minister-for-second-time-780564. Läst 7 mars 2022.
9. ↑  Mashal, Mujib (19 april 2024). ”Modi’s Power Keeps Growing, and India Looks Sure to Give Him More” (på amerikansk engelska). The New York Times. ISSN 0362-4331. https://www.nytimes.com/2024/04/19/world/asia/modi-india-election.html. Läst 1 juni 2024.